# Васильков, Игорь Афанасьевич
Игорь Афанасьевич Васильков (1910—2003) — советский сценарист, теоретик научно-популярного кинематографа, писатель. Член КПСС с 1940 года.
Член Союза кинематографистов СССР. Член коллегии Госкино Российской Федерации. Руководил мастерской научно-популярного кино Института кинематографии. Заслуженный деятель искусств РСФСР (1980). Заслуженный работник культуры РСФСР (1969). Лауреат Ломоносовской премии (1960, 1965), премии СК (1977).

## Биография
Жил в Москве.
Окончил ВГИК в 1940 году.
С 1938 года работал в кино как сценарист научно-популярных фильмов.
Значительное место в его работах занимают проблемы биологии и энтомологии — «Чудесный сад» (1940), «Солнечное племя» (1945), «Незримые помощники» (1948), «Победа в пустыне» (1949), «В стране нектара» (1959), «Пчелы и урожай» (1949), «Чарльз Дарвин» (1960), «Василий Докучаев» (1961), «Синяя пчёлка» (1964) и другие. По его сценариям поставлены также фильмы «Большая Вселенная» (1944), «Солнечный камень» (1955) и другие.
В 1946 году на первом Каннском кинофестивале фильм режиссёра А. Винницкого по сценарию И. Василькова «Солнечное племя» (из жизни пчёл) получил первую премию .
Занимался теорией научно-популярного кинематографа, защитил докторскую диссертацию по искусствоведению на эту тему. Автор статьи «Научно-популярное кино» в Большой советской энциклопедии.
Автор научно-популярных книг. В повести «Тайна двух сфинксов» (1961), посвящённой достижениям биологии и медицины, документальные данные и рассказ о достоверных событиях сочетаются с вымыслом и научной фантастикой. Книга «Путешествие в страну нектара» (1964) посвящена жизни пчёл.

## Награды и звания
- орден «Знак Почёта» (14.04.1944)
- Заслуженный деятель искусств РСФСР (1980)
- Заслуженный работник культуры РСФСР (1969)[5]
- Ломоносовская премия (1960, 1965)
- Премия Союза кинематографистов СССР (1977)

## Творчество

### Публикации
- Згуриди А., Васильков И. Научное кино в СССР. — 2 изд. — М., 1959.
- Васильков И. А. Тайна двух сфинксов. — М.: Молодая гвардия, 1961. — 178 с.
- Васильков И. А. Путешествие в страну нектара. — М.: Детская литература, 1964. — 240 с. — 50 000 экз.
- Васильков И. А. Проблемы кинопопуляризации. // В сб. Научно — популярный фильм. Вып. 2. М., 1964.
- Васильков И. Идея и тема в научно-популярном сценарии и фильме. — М., 1967.
- Васильков И. Экран и наука. — М., 1967.
- Васильков И. Объективное и субъективное в научно-популярном сценарии и фильме. — Изд. ВГИКа, 1969.
- Васильков И. О содержании и форме в научно-популярном сценарии и фильме. — М., 1973.
- Васильков И. Мир близкий, мир далекий… — М., 1975.
- Васильков И. Экран рассказывает о науке. — М., 1977.
- Васильков И. Искусство кинопопуляризации. Очерки теории научно-популярного кино. — М., 1982. — 352 с. — 6000 экз.

### Сценарии
- «Чудесный сад» (1940)
- «Большая Вселенная» (1944)
- «Солнечное племя» (1945, реж. А. Винницкий, приз Каннского кф 1946 г.)
- «Незримые помощники» (1948)
- «Победа в пустыне» (1949)
- «Пчелы и урожай» (1949)
- «Солнечный камень» (1955)
- «В стране нектара» (1959, «Моснаучфильм», реж. А. Винницкий)
- «Чарльз Дарвин» (1960)
- «Василий Докучаев» (1961)
- «Синяя пчёлка» (1964)
- «Иван Ползунов» (1964)
- «На границе жизни» (1965)
- «Лицом к лицу с расизмом» (1967, приз Вкф 1968 г.)
- «Мы и природа» (1977) и др.